# Godār Takhtī
Godār Takhtī (persiska: گدار تختی) är en ort i Iran.   Den ligger i provinsen Kohgiluyeh och Buyer Ahmad, i den centrala delen av landet, 500 km söder om huvudstaden Teheran. Godār Takhtī ligger 621 meter över havet och antalet invånare är 482.
Terrängen runt Godār Takhtī är varierad. Runt Godār Takhtī är det ganska glesbefolkat, med 47 invånare per kvadratkilometer. Närmaste större samhälle är Līkak, 11,0 km sydost om Godār Takhtī. Trakten runt Godār Takhtī är ofruktbar med lite eller ingen växtlighet.